# Teafuafatu
Teafuafatu ist eine kleine Riffinsel im Riffsaum des Atolls Nukulaelae im Inselstaat Tuvalu.

## Geographie
Teafuafatu ist fast mit dem benachbarten, größeren Fenulaiago zusammengewachsen.